# ひろえば街が好きになる運動
ひろえば街が好きになる運動（ひろえばまちがすきになるうんどう）は、日本たばこ産業（JT）が2004年からCSR活動として、各地のお祭りやイベント内で自社のイメージをだして行う清掃イベントである。

## 概要
日本たばこ産業（JT）は、「拾うことを通じて捨てない気持ちを育てる」ことを目的として、イベント会場において、主催者・実行委員会や各自治体、学校などと連携して市民にごみ拾いをする機会を設けている。JTは「市民参加型清掃活動」や「ひろ街運動」とも称している。
具体的には、イベント会場に自社のイメージをだした拠点を設け、スタッフがイベントの観客に対して清掃活動への参加を促し、応じた参加者には清掃用具（トング・ゴミ袋）を貸し出す。ゴミを拾い集めて拠点に持ち込んだ参加者には、JTオリジナルグッズやJT製品の飲料等を記念品として提供する。
2006年（平成18年）5月からは、環境省の呼びかける国民運動『チーム・マイナス6%』との連携を発表した。「チーム」の呼びかける「マイバッグの利用」に関連して、参加者に同運動ロゴの入ったバッグを配布し、同運動への協力を呼びかけた。。
清掃登山を行い企業の協賛金や講演などを登山の資金調達にする野口健も参加する。

## 実績
2004年5月3日から2008年9月23日までの期間で参加者690,665人、回収したゴミの容量は345.4tと公表されている。
社団法人日本イベント産業振興協会が主催し、日本国内で最も優れたイベントやその制作者を表彰する「日本イベント大賞」第2回（2005年）に於いて大賞を受賞した。

## 問題

### 背景
JT自社製品や海外タバコメーカーの紙巻きたばこの消費者による路上喫煙、ポイ捨てが社会問題となって、歩きたばこによる受動喫煙や吸殻のポイ捨てに対する市民からの苦情を受けて路上喫煙等禁止条例が2002年東京都千代田区から各地自治体に広がりを見せた時期に、2000年前後から日本でも各企業が取り組み始めたCSR活動として、マナーについての自社のイメージを使った広告、自治体への自社のイメージのある灰皿の無料提供などとともに、地域のJT事業所・営業所や地域のタバコ店協会・組合により各自治体、学校などと連携して報道に取り上げられる目立つイベントとして清掃活動を始めた。

### タバコ会社のCSR活動の問題
医療関係者等から構成されるNPO法人日本禁煙学会は、声明「JTは、まやかしのCSR活動（企業の社会的活動）をただちにやめるべきである」にて、日本が2004年批准し、2005年発効したWHOのタバコ規制枠組み条約(FCTC)第13条「締約　国はタバコ会社が「企業の社会的責任を果たすために」行ういかなる形態の寄付行為もスポンサー行為となるが故に、禁止すべきである。「社会的責任を果たす」ための企業活動を宣伝することは禁止すべきである。なぜなら、それそのものが宣伝、販売促進行為だからである。」に基づいて、当該清掃活動を含むCSR活動の禁止を求めている。

### 自治体が協賛する場合の問題
自治体は530（ゴミゼロ）運動、クリーンアップキャンペーンとしていることが多い。これにJT社員、地域タバコ店協会が参加することもある。各地の市民清掃活動の報道では参加者の吸殻ゴミ、タバコパッケージゴミの多さを示す声が取り上げられる。ゴミの約20%がタバコ関連と指摘される。
2005年に八戸市と八戸市観光協会とJTが共催で、祭り当日に街の清掃を行ってJTグッズがもらえるキャンペーンしようとしたとき、八戸市長は医療関係者等から構成される青森県タバコ問題懇談会から強い批判を受け、2006年は行わなかった。